# أمبير جاكسون
أمبير جاكسون (بالإنجليزية: Amber Jackson)‏ هي لاعبة كرة لينة أمريكية، ولدت في 27 يونيو 1984.